# Grawemeyer Award
Die Grawemeyer Awards („Grawemeyer-Auszeichnung“) werden einmal pro Jahr von der University of Louisville in Kentucky, Vereinigte Staaten, vergeben. Preisträger werden in den Kategorien „Erziehung und Lehre“ (education), „Ideen, welche die Weltordnung verbessern“ (ideas improving world order), „Musikkomposition“ (music composition), „Religion“ (religion) und „Psychologie“ (psychology) nominiert. Der Preis in der Kategorie Religion wird zusammen von der University of Louisville und dem Louisville Presbyterian Theological Seminary gespendet. Von 1985 an betrug das Preisgeld 150.000 US-Dollar, 200.000 US-Dollar von 2000 bis 2010 und seit 2011 100.000 US-Dollar.
Die erste Preisverleihung für Musikkomposition wurde im Jahre 1985 vergeben. Im Jahre 2015 wurde einmalig ein Preis in der Kategorie spirit an Muhammad Ali vergeben.

## Preisträger

### Erziehung und Lehre(Education)
- 1989: Bertrand Schwartz
- 1990: Howard Gardner
- 1991: Kieran Egan
- 1992: Carol Gilligan
- 1993: Roland Tharp und Ronald Gallimore
- 1994: John T. Bruer
- 1995: Shirley Brice Heath und Milbrey W. McLaughlin
- 1996: Victoria Purcell-Gates
- 1997: Mike Rose
- 1998: L. Scott Miller
- 1999: nicht vergeben
- 2000: Vanessa Siddle Walker
- 2001: William G. Bowen und Derek Bok
- 2002: Martha Nussbaum
- 2003: Deborah Brandt
- 2004: nicht vergeben
- 2005: Elliot Eisner
- 2006: Lee Shulman
- 2007: Walter S. Gilliam, Edward Zigler und Stephanie M. Jones
- 2010: Keith Stanovich
- 2012: Linda Darling-Hammond
- 2013: Pasi Sahlberg
- 2014: Diane Ravitch
- 2015: Michael Fullan, Andy Hargreaves
- 2016: Karl L. Alexander, Linda Olson und Doris Entwisle
- 2017: Diana Hess und Paula McAvoy
- 2018: Sara Goldrick-Rab
- 2019/2020 nicht vergeben
- 2021: Sarah Fine und Jal Mehta
- 2022: Rucker Johnson
- 2023: Jennifer Morton
- 2024: Laura Hamilton und Kelly Nielsen
- 2025: Mark Warren

### Die Weltordnung verbessern(ideas improving world order)
- 1988: Richard Neustadt und Ernest R. May
- 1989: Robert O. Keohane
- 1990: Robert Jervis
- 1991: Weltkommission für Umwelt und Entwicklung der UN
- 1992: Samuel P. Huntington; Herman Daly und John B. Cobb
- 1993: Donald Akenson
- 1994: Michail Gorbatschow
- 1995: Gareth Evans
- 1996: Max Singer und Aaron Wildavsky
- 1997: Herbert C. Kelman
- 1998: nicht vergeben
- 1999: nicht vergeben
- 2000: Margaret E. Keck und Kathryn Sikkink
- 2001: Janine R. Wedel
- 2002: nicht vergeben
- 2003: Stuart Kaufman
- 2004: John Braithwaite und Peter Drahos
- 2005: Francis Deng und Roberta Cohen
- 2006: Fiona Terry
- 2007: Roland Paris
- 2008: Philip E. Tetlock
- 2009: Michael Johnston
- 2010: Trita Parsi
- 2011: Kevin Bales
- 2012: Séverine Autesserre
- 2013: Erica Chenoweth und Maria Stephan
- 2014: Jacques Hymans
- 2015: Mark Weiner
- 2016: Gary Haugen, Victor Boutros
- 2017: Dana Burde
- 2018: Scott Straus
- 2019: Sakiko Fukuda-Parr, Terra Lawson-Remer und Susan Randolph
- 2021: Ken Conca
- 2022: Mona Lena Krook
- 2023: Steven Feldstein
- 2024: Neta Crawford
- 2025: John M. Owen

### Musikkomposition
- 1985: Witold Lutosławski
- 1986: György Ligeti
- 1987: Harrison Birtwistle
- 1988: nicht vergeben
- 1989: Chinary Ung
- 1990: Joan Tower
- 1991: John Corigliano
- 1992: Krzysztof Penderecki
- 1993: Karel Husa
- 1994: Tōru Takemitsu
- 1995: John Adams
- 1996: Ivan Tcherepnin
- 1997: Simon Bainbridge
- 1998: Tan Dun
- 1999: nicht vergeben
- 2000: Thomas Adès
- 2001: Pierre Boulez
- 2002: Aaron Jay Kernis
- 2003: Kaija Saariaho
- 2004: Unsuk Chin
- 2005: George Tsontakis
- 2006: György Kurtág
- 2007: Sebastian Currier
- 2008: Peter Lieberson
- 2009: Brett Dean
- 2010: York Höller
- 2011: Louis Andriessen
- 2012: Esa-Pekka Salonen
- 2013: Michel van der Aa
- 2014: Đuro Živković
- 2015: Wolfgang Rihm
- 2016: Hans Abrahamsen
- 2017: Andrew Norman
- 2018: Bent Sørensen
- 2019: Joel Bons
- 2020: nicht vergeben
- 2021: Lei Liang
- 2022: Olga Neuwirth
- 2023: Julian Anderson
- 2024: Aleksandra Vebralov
- 2025: Christian Mason

### Psychologie
- 2001: Michael Posner, Marcus E. Raichle und Steven Petersen
- 2002: James McClelland und David Rumelhart
- 2003: Daniel Kahneman und Amos Tversky
- 2004: Aaron T. Beck
- 2005: Elizabeth Loftus
- 2006: John O’Keefe und Lynn Nadel
- 2007: Giacomo Rizzolatti, Vittorio Gallese und Leonardo Fogassi
- 2008: Albert Bandura
- 2009: Anne Treisman
- 2010: Ronald Melzack
- 2011: Walter Mischel
- 2012: Leslie G. Ungerleider und Mortimer Mishkin
- 2013: Irving Gottesman
- 2014: António Damásio
- 2015: James L. McGaugh
- 2016: Steven Maier
- 2017: Marsha M. Linehan
- 2018: Robert Sternberg
- 2019: Kent Berridge und Terry Robinson
- 2020: nicht vergeben
- 2021: Robert Plomin
- 2022: Terrie E. Moffitt
- 2023: David Dunning und Justin Kruger
- 2024: Ann Masten
- 2025: James J. Gross

### Religion
- 1990: E. P. Sanders
- 1991: John Hick
- 1992: Ralph Harper
- 1993: Elizabeth Johnson
- 1994: Stephen L. Carter
- 1995: Diana L. Eck
- 1996: nicht vergeben
- 1997: Larry L. Rasmussen
- 1998: Charles R. Marsh
- 1999: nicht vergeben
- 2000: Jürgen Moltmann
- 2001: James Kugel
- 2002: Miroslav Volf
- 2003: Mark Juergensmeyer
- 2004: Jonathan Sacks
- 2006: Marilynne Robinson
- 2007: Timothy Tyson
- 2008: Margaret A. Farley
- 2009: Donald Shriver Jr.
- 2010: Eboo Patel
- 2011: Luke Timothy Johnson
- 2012: Barbara D. Savage
- 2013: Leila Ahmed
- 2014: Tanya Luhrmann
- 2015: Willie James Jennings
- 2016: Susan R. Holman
- 2017: Gary Dorrian
- 2018: James H. Cone
- 2019: Robert P. Jones
- 2020: nicht vergeben
- 2021: Stephen J. Patterson
- 2022: Duncan Ryūken Williams
- 2023: Kelly Brown Douglas
- 2024: Charles Halton
- 2025: Julia Watts Belser